# Station Kraśnik
Station Kraśnik is een spoorwegstation in de Poolse plaats Kraśnik.